# 갈퀴망종화
갈퀴망종화(Hypericum galioides)는 북아메리카 원산의 소관목으로 높이는 1-2m이다. 가지가 많이 갈라지며, 껍질은 얇은 막으로 벗겨지고, 가지에 2개의 능선(稜線)이 있다. 잎은 마주나며 역피침형 또는 긴 타원형, 길이 1-5cm, 폭 5-16mm, 끝이 둔하다. 밑부분이 좁아져서 짧은 잎자루같이 되며, 가장자리가 밋밋하다. 잎겨드랑이의 작은잎은 정상 잎보다 작으며, 끝이 뾰족하고, 가장자리가 뒤로 말리며, 표면에 튀어나온 점이 있고, 짙은 녹색을 띤다.
꽃은 지름 1-1.5cm로 노란색의 취산꽃차례이나 전체적으로 잎이 달린 원추꽃차례를 이룬다. 꽃받침은 잎 같으나 잎보다 짧으며, 주걱 모양과 비슷하고, 털이 없다. 꽃잎은 거꿀달걀형이고 끝에 짧은 돌기가 있으며, 길이 12mm이다. 삭과는 긴 난형이며 길이 5-6mm로 홈이 있고, 3실로 구성되었다.
망종화와 비슷하나, 잎이 갈퀴덩굴과 같아서 갈퀴망종화라고 한다.